# Dubsmash
 (février 2016).
Dubsmash est une application de partage de vidéos de courtes durées, disponible sur iOS et Android. En cela, il fait figure de concurrent à TikTok.
Elle a été lancée officiellement le 19 novembre 2014 par Jonas Drüppel, Roland Grenke et Daniel Taschik.
Dubsmash est racheté en 2020 par Reddit. L'application ferme un an plus tard en novembre 2021.

## Usage
L'utilisateur peut choisir un enregistrement audio parmi une bibliothèque de citations célèbres ou des chansons, et effectuer ensuite un doublage vidéo, en synchronisant les mouvements de ses lèvres avec le son.

## Développement
L’application Dubsmash créée par Jonas Drüppel, Roland Grenke et Daniel Taschik n’est pas leur première création : auparavant, ils ont créé deux autres applications sans aucun succès.
Leur dernier projet était une application s’appelant Starlize : cette application permet aux utilisateurs de créer des vidéos de musique. Malheureusement, cette application s’est avérée trop complexe pour les utilisateurs. Les créateurs ont donc décidé de modifier l’application et ont amélioré l’ergonomie de l’outil qui a gagné en rapidité.

## Réception
Moins d'une semaine après le lancement de Dubsmash, l'application avait atteint la position numéro un en Allemagne, pour atteindre plus tard la même position dans plus de 29 autres pays. En juin 2015, elle avait été téléchargée plus de 50 millions de fois dans 192 pays.

## Fuite de données
En décembre 2018, Dubsmash, a subi une importante violation de données. Les informations personnelles de quelque 162 millions d'utilisateurs ont été compromises, incluant adresses e-mail, noms, noms d'utilisateur, numéros de téléphone, langues parlées, localisations géographiques et mots de passe.
Les données dérobées ont été mises en vente sur le dark web, aux côtés d'informations provenant d'autres plateformes telles que MyFitnessPal et MyHeritage. Les détails précis de la méthode utilisée par les attaquants pour accéder à la base de données de Dubsmash n'ont pas été rendus publics. Cependant, cette intrusion s'inscrivait dans une série d'attaques coordonnées visant plusieurs entreprises, suggérant une stratégie sophistiquée exploitant des vulnérabilités au sein des infrastructures numériques de ces sociétés.
En réponse à cette violation, Dubsmash a pris des mesures pour renforcer la sécurité de sa plateforme. Bien que les détails spécifiques de ces actions n'aient pas été divulgués, il est probable que l'entreprise ait procédé à des réinitialisations de mots de passe, informé les utilisateurs concernés et collaboré avec des experts en cybersécurité pour analyser l'incident et prévenir de futures intrusions.
Les utilisateurs touchés ont été conseillés de modifier leurs mots de passe, non seulement sur Dubsmash, mais aussi sur d'autres services où ils auraient pu utiliser des identifiants similaires. L'activation de l'authentification à deux facteurs, lorsque disponible, a également été recommandée pour renforcer la sécurité de leurs comptes en ligne.